# Heliswiss

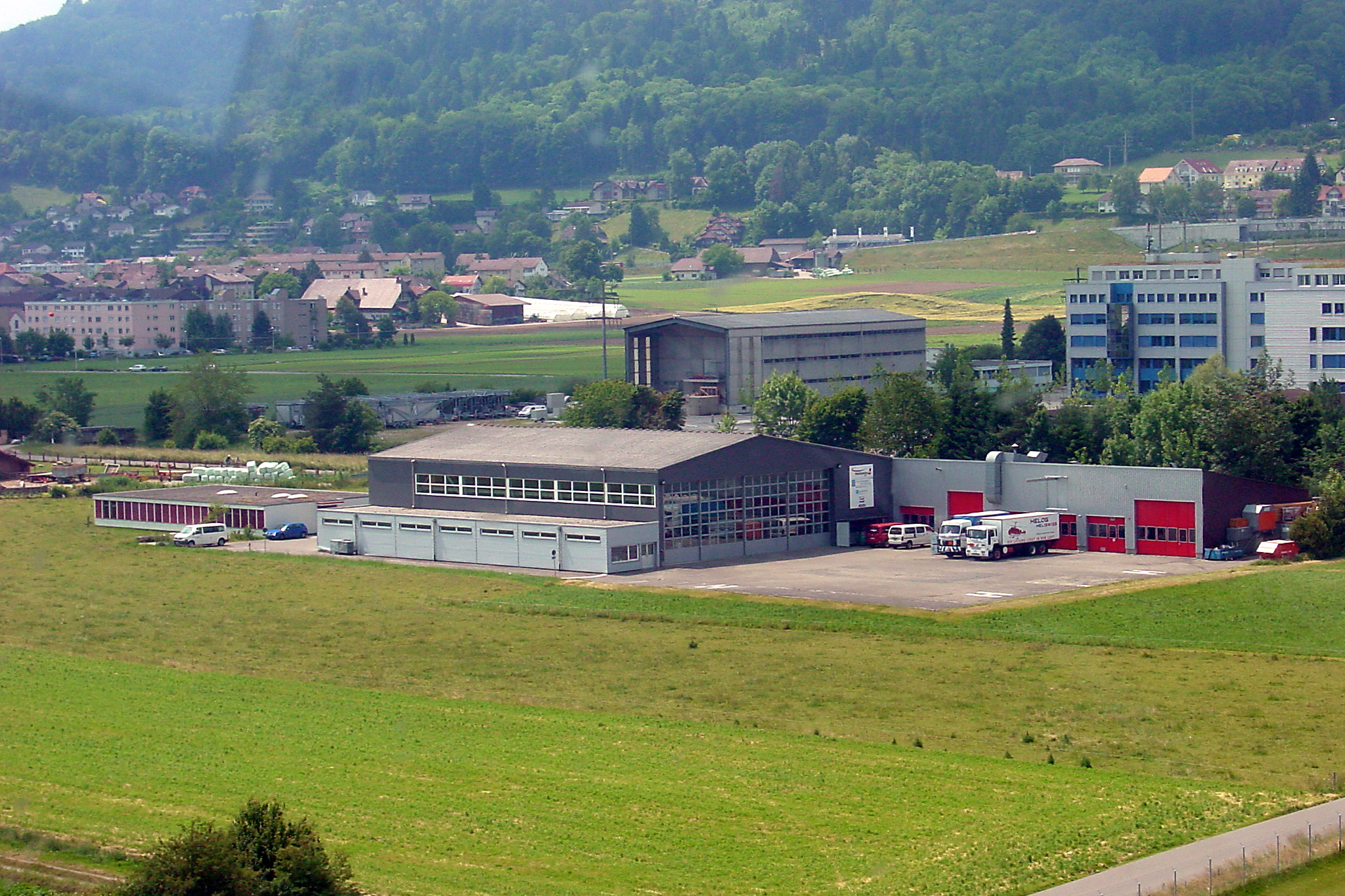
Штаб-квартира авиакомпании Heliswiss

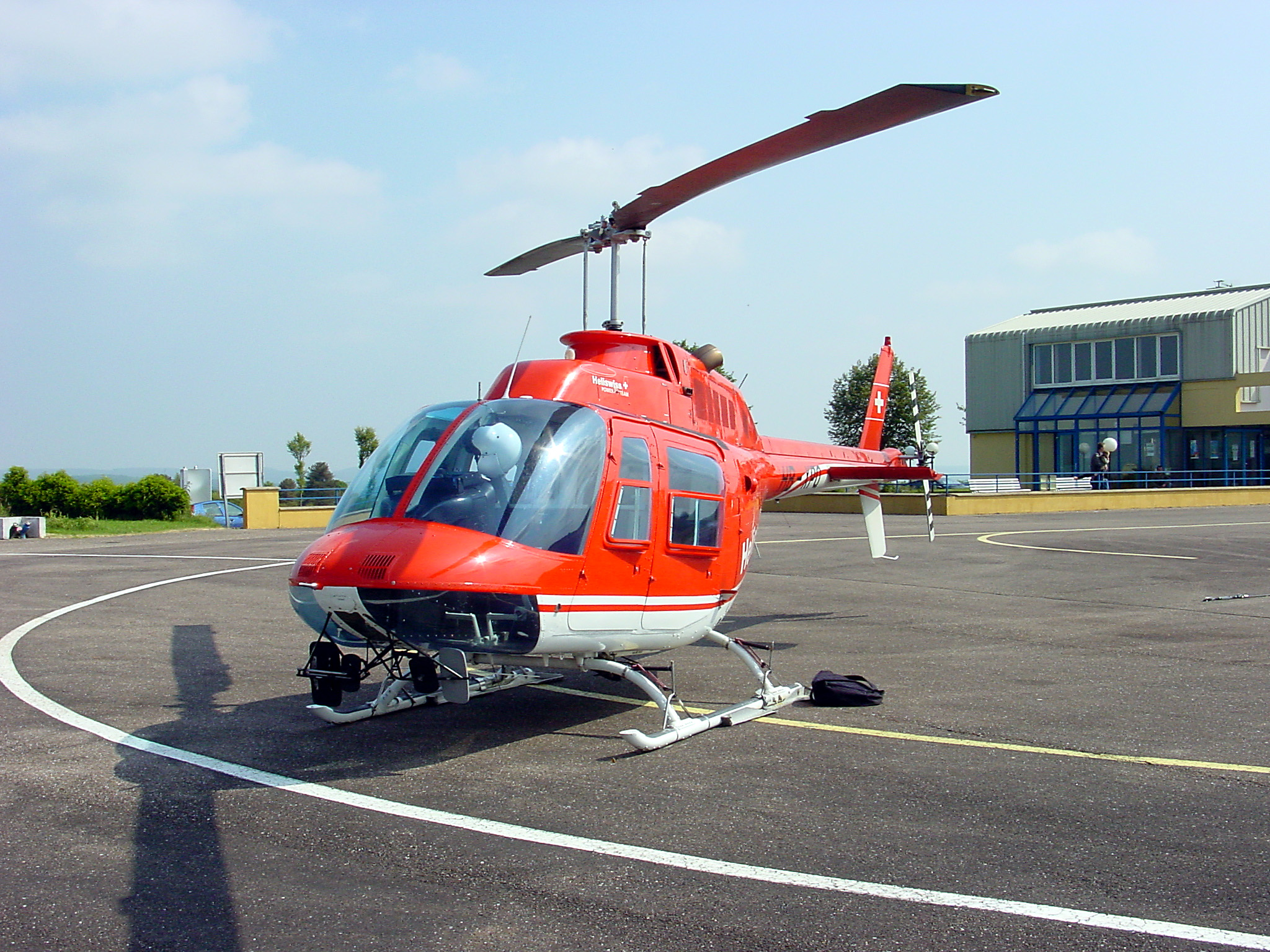
Agusta-Bell 206B Jet Ranger авиакомпании Heliswiss

Heliswiss AG, действующая как Heliswiss, — швейцарская вертолётная авиакомпания со штаб-квартирой в Берне, работающая в сфере чартерных и бизнес-перевозок.
Портом приписки перевозчика является аэропорт Берна.

## История
Старейшая вертолётная авиакомпания Швейцарии Heliswiss Schweizerische Helikopter AG была основана в Берне 17 апреля 1958 года, в том же году начав пассажирские и грузовые перевозки по всей стране. В течение следующих лет компания расширялась и организовала дополнительные базовые пункты в Самедане, Домат-Эмсе, Локарно и Гштаде.
Первым вертолётом авиакомпании стал Bell 47 G-1 с регистрационным номером HB-XAG. С 1963 года Heliswiss начала использовать средние вертолёты Agusta Bell 204B грузоподъёмностью 1500 кг. С 1979 года флот перевозчика пополнился Bell 214 грузоподъёмностью до 2800 кг, а в 1991 году Heliswiss приобрела первый российский вертолёт Камов Ка-32, вторая машина той же модели поступит в распоряжение авиакомпании в 2015 году.

## Флот

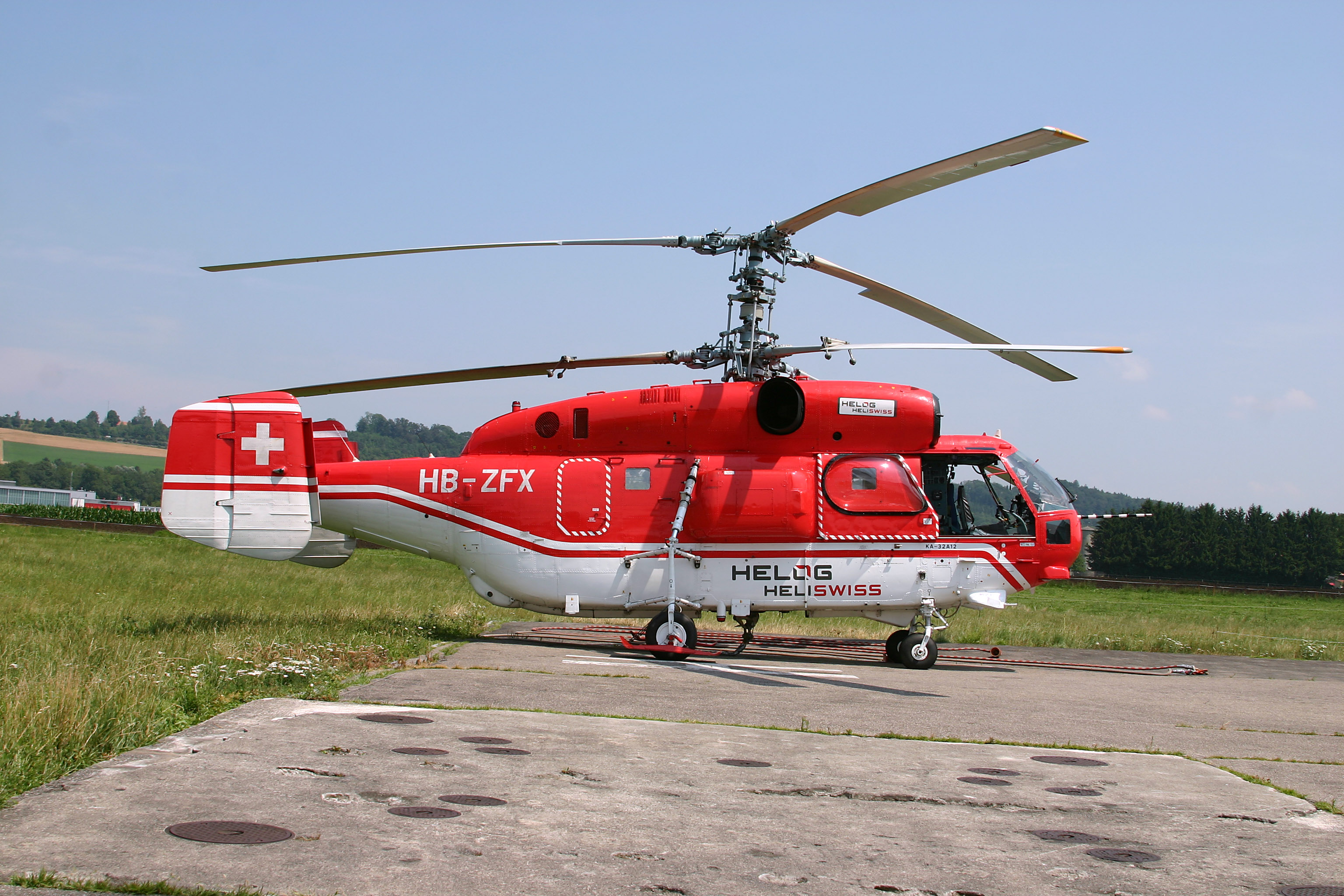
Тяжёлый вертолёт Камов Ка-32A12 (регистрационный HB-ZFX) авиакомпании Heliswiss

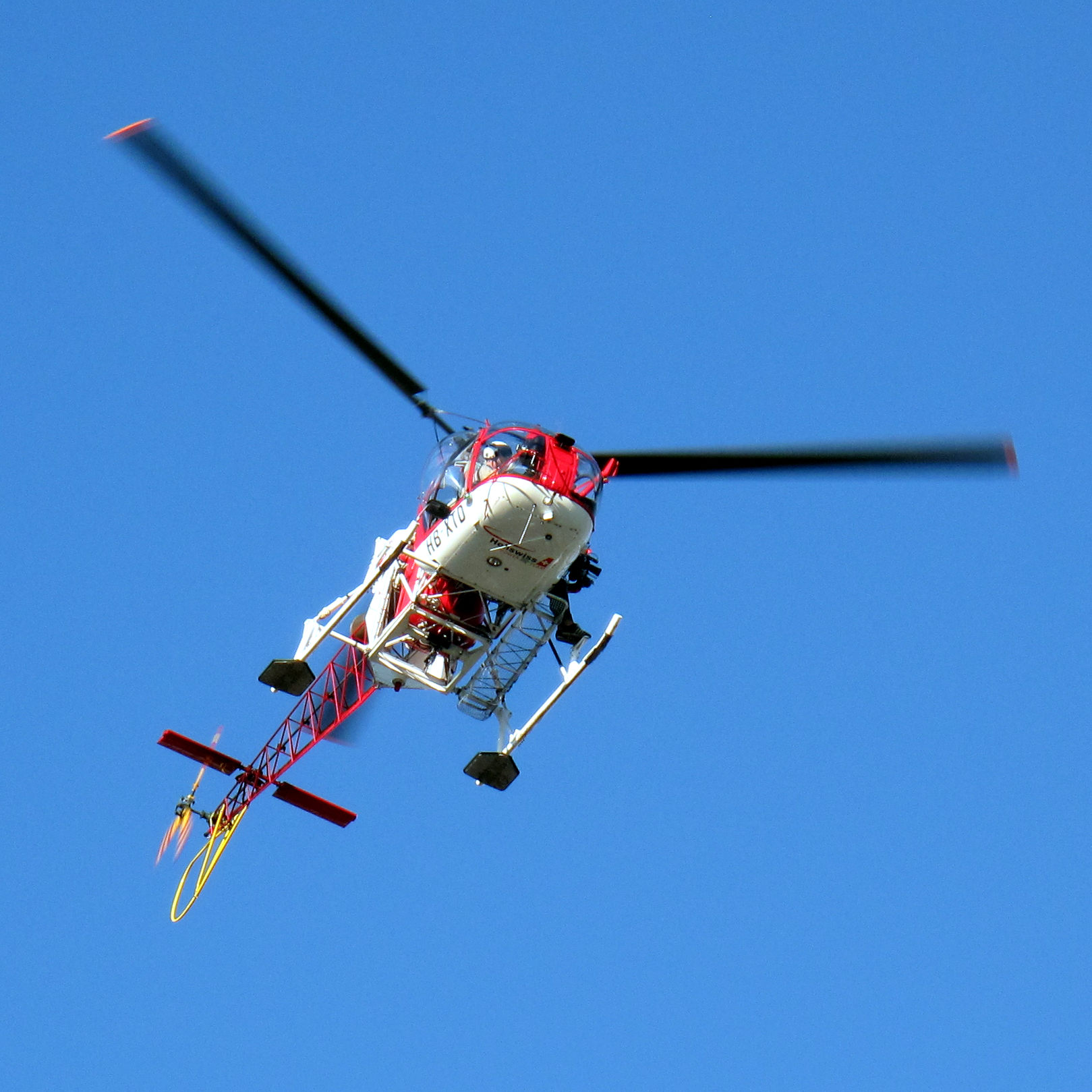
Aérospatiale Lama авиакомпании Heliswiss

В декабре 2013 года авиакомпания Heliswiss эксплуатировала следующие воздушные суда:
| Тип самолёта              | В эксплуатации | Пассажирских мест | Примечания |
| AS350B3,D2                | 17             | 5                 |            |
| Aerospatiale SA 315B Lama | 1              | 4                 |            |
| Eurocopter EC120 Colibri  | 5              | 4                 |            |
| Bell 206                  | 2              | 4                 |            |
| Камов Ка-32A12            | 2              | 16                |            |
| Schweizer 269/300 C       | 3              | 2                 |            |
| Super Puma                | 1              | 19                |            |
| EC130                     | 1              | 6                 |            |
| Guimbal Cabri G2          | 2              | 1                 |            |
| EC135                     | 1              | 7                 |            |
| Всего                     | 36             |                   |            |

## Базы
- Берн
- Локарно
- Гштад(зимняя база)